# Elsa Kelly

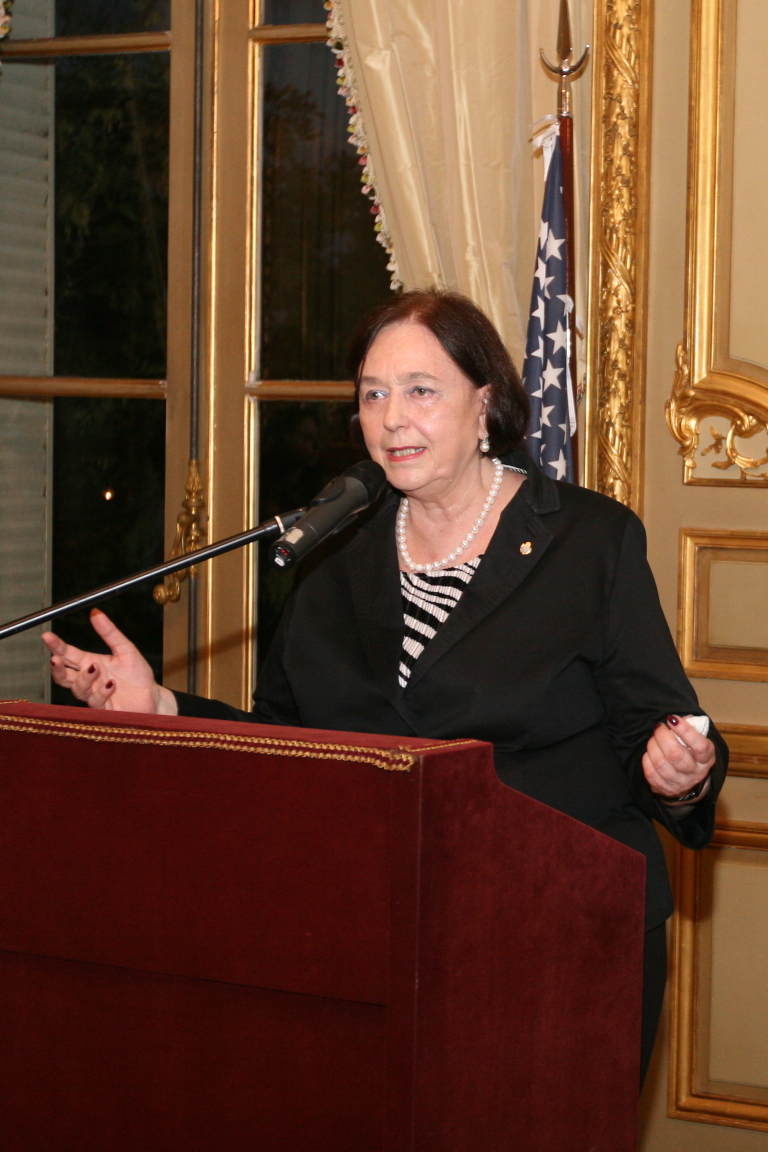
Elsa Kelly, 2010

Elsa Rosa Diana Kelly (* 28. Februar 1939 in Buenos Aires) ist eine argentinische Juristin und Professorin für Völkerrecht. Von 2011 bis 2020 fungierte sie als Richterin am Internationalen Seegerichtshof.

## Ausbildung und wissenschaftliche Laufbahn
Kelly studierte an der Universidad de Buenos Aires Rechtswissenschaften und erwarb 1960 ihren Abschluss. Von 1962 bis 1966 arbeitete sie als wissenschaftliche Mitarbeiterin am Lehrstuhl von Ambrosio Gioja, bei dem sie sich 1967 zur Doktorin der Rechte promovierte. 1973 erhielt sie von ihrer Alma Mater einen Lehrauftrag für Philosophie. 1978 übernahm sie dort zudem die Dozententätigkeit im Bereich Einführung in das Recht. Seit 1984 ist Kelly Professorin für Völkerrecht.

## Diplomatischer Dienst und politische Tätigkeit und Arbeit als Richterin
1962 trat Kelly in den diplomatischen Dienst ihres Heimatlandes ein. Neben Stationen an den Botschaften in Chile, Italien und Österreich war sie argentinische Botschafterin bei der UNESCO und der FAO. Zudem nahm Kelly als stellvertretende Leiterin der argentinischen Delegation an der 3. UN-Seerechtskonferenz teil und hatte zahlreiche Stellen bei innerstaatlichen Ministerien inne.
Von 1992 bis 1995 war Kelly Mitglied der Abgeordnetenkammer des argentinischen Parlaments. 1996 nahm sie an einer Konferenz zur Ausarbeitung der ersten Kommunalverfassung für Buenos Aires teil.
Zwischen 2011 und 2020 war Kelly Richterin am Internationalen Seegerichtshof in Hamburg. Sie ist damit die erste Frau in diesem Amt.
Am 4. Februar 2013 wurde sie zum Mitglied eines fünfköpfigen Schiedsgerichts im Rahmen des Seerechtsübereinkommens berufen. Zusammen mit Aun Schaukat al-Chasauneh, Thomas Mensah, Bernard H. Oxman und Bruno Simma sollte sie über einen seerechtlichen Streit zwischen Argentinien und Ghana entscheiden.

## Mitgliedschaften und Ehrungen
- Ritter des Ordre des Palmes Académiques
- Mitglied des Consejo Argentino para las Relaciones Internacionales

## Publikationen (Auswahl)
- Las Malvinas y el derecho de descolonización. Instituto de Estudios Latinoamericanos, Buenos Aires 1984.